# Wartime
Wartime (auch: War Time) ist ein britischer Film aus dem Jahr 1987 und Ableger der Fernsehserie Doctor Who, der hauptsächlich von der Doctor-Who-Figur John Benton und dem Tod von dessen Bruder Chris handelt.

## Handlung
Im Auftrag der Armee kommt John Benton in den 1970er Jahren nach Bolton, wo er einst als Kind lebte. Sein Bruder Chris starb im Jahr 1944 bei einem tragischen Unfall. Er fiel von einem Turm. Seither machte sich John Benton für den Tod seines Bruders verantwortlich. Auf dem Weg durch Bolton fühlt er sich seinem Bruder wieder ganz nah. Daher beschließt er Blumen auf dessen Grab zu legen. Plötzlich findet John Benton sich in einer Abtraumwelt wieder in der Vergangenheit und Gegenwart sich vermischen. Er steht seiner Familie gegenüber und ist wieder der kleine Junge, der er einst war. Immer wieder wechselt er zwischen seinem erwachsenen Ich und seinem kindlichen Ich. Erst nach und nach kann Benton die Geister seiner Vergangenheit vertreiben und endlich mit dem Tod seines Bruders abschließen.

## Hintergrund
Wartime ist ein Ableger der Fernsehserie Doctor Who, der 1987 veröffentlicht wurde. Die Verfilmung beschäftigt sich mit der Doctor-Who-Figur John Benton. Das Drehbuch schrieben Andy Lane und Helen Stirling. Keith Barnfather produzierte den Film und führte Regie. Wartime war der aller erste autorisierte und unabhängige Doctor Who Ableger. Der Film ebnete den Weg für viele weitere Ableger. Die Hauptrolle in dem Film spielte John Levene. Wartime hatte nicht so großen Einfluss auf die Doctor Who Serie wie Downtime oder Dæmos Rising, deren Figur Kate Stewart sich auch in der regulären Doctor Who Serie etablierte. Jedoch tauchte Sergeant Bentons Vorname John erstmals in Wartime auf und wurde später auch von Fans und Medien genutzt. Der Name John Benton wird u. a. in dem Big Finish Hörspiel Council of War gebraucht. Auch in einigen von der BBC produzierten Doctor Who Romanen wurde der Name John Benton verwendet, beispielsweise in David A. McIntees The Face of the Enemy, Paul Leonards Genocide, Paul Cornells No Future, Gary Russells The Scales of Injustice, Keith Toppings King of Terror, Tommy Donbavands Shroud of Sorrow, Christopher Bulis The Eye of the Giant, Mark Morris’ Deep Blue, Simon Guerriers Time Signature und vielen anderen Doctor Who Romanen.

## Veröffentlichung
1987 wurde Wartime auf VHS veröffentlicht. 1997 überarbeitete Keith Barnfather den Film. Er fügte ein Voice Over mit Nicholas Courtney als Brigadier Lethbridge-Stewart und Vorgesetzten von John Benton hinzu und veröffentlichte diese Version ebenfalls auf VHS. Die VHS enthielt außerdem Videoaufzeichnungen von einer Londoner Doctor Who Convention mit Patrick Troughton, Colin Baker, Tom Baker, Jon Pertwee, und Peter Davison. Im Dezember 2015 folgte die Veröffentlichung auf DVD. Außerdem kann Wartime auf Vimeo per Video-On-Demand angesehen werden. Im Januar 2020 kündigte der Verlag Telos Publishing an, dass die Veröffentlichung eines Romans zu dem Film geplant sei.

## Kritik
Stuart Gutteridge von Pagefillers meint, dass Wartime eine fesselnde Geistergeschichte sei. Die Figur des John Benton zeige eine deutlich größere Charakterentwicklung, als sie es je in einer Doctor Who Folge getan habe. Die Drehorte, Darsteller und Musik zum Film seien allesamt positiv zu bewerten. Richard Radcliffe von Pagefillers fügt hinzu, dass Wartime sehr gut produziert worden sei. Auch die Regieführung sei gut. Wartime biete das, was Fans von der Doctor Who Serie zu der Zeit erwartet, aber nicht bekommen hätten.
Kevin Lyons erklärt der Film zeige eine nette Geschichte, die jedoch nicht ganz zufriedenstellend sei. Er lobt die Darstellungen von John Levene und Michael Wisher. Wartime sei schlechter als einige der anderen Reeltime Pictures Produktionen, sei aber dank eines guten Drehbuchs und starken Darstellern überraschend effektiv.